# Fiore di patata
In araldica il fiore di patata compare raramente, per lo più nell'araldica civica di paesi nei quali è molto diffusa la coltivazione di tale tubero. È rappresentato da una stella a cinque punte, con i lati ondulati e un bottone centrale, solitamente di smalto diverso.

Tagliato ondato di rosso, al fiore di patata d'argento bottonato d'oro, e d'argento (stemma di Lemi, Finlandia)
D'azzurro, alla foglia di sega d'argento, accostata da due fiori di patata dello stesso, bottonati d'oro (Petalax, Finlandia)
Di verde, alla croce di Sant'Andrea d'oro, ai tre fiori di patata d'argento, con il pistillo del secondo, attraversanti in banda (Jorat-Mézières, Svizzera)
(Mézières, Svizzera)

## Traduzioni
- Francese: fleur de pomme de terre
- Inglese: potato flower
- Tedesco: Kartoffelblüte